# 레이크쇼어 엔터테인먼트
레이크쇼어 엔터테인먼트(Lakeshore Entertainment)는 1994년에 톰 로젠버그가 설립한 미국의 영화 제작 회사이다. 비벌리힐스에 본사를 둔다.